# Progress 17
Progress 17 (ryska: Прогресс-17) var en sovjetisk obemannad rymdfarkost som levererade förnödenheter, syre, vatten och bränsle till den sovjetiska rymdstationen Saljut 7. Den sköts upp med en Sojuz-U-raket, från Kosmodromen i Bajkonur, den 17 augusti 1983 och dockade med Saljut 7, den 19 augusti. Farkosten lämnade rymdstationen den 17 september 1983 och brann upp i jordens atmosfär några timmar senare.

### Fotnoter
1. ↑  ”NASA Space Science Data Coordinated Archive” (på engelska). NASA. https://nssdc.gsfc.nasa.gov/nmc/spacecraft/display.action?id=1983-085A. Läst 1 mars 2020.
2. ↑  Manned Astronautics - Figures & Facts Arkiverad 25 augusti 2009 hämtat från the Wayback Machine., läst 15 juli 2016.